# José Manuel García Naranjo
José Manuel García Naranjo, conegut com a José Naranjo (Rociana del Condado, Huelva, 28 de juliol de 1994) és un futbolista professional andalús que juga com a davanter.

## Trajectòria
Real Club Recreativo de Huelva
El davanter es va formar futbolísticament en les categories inferiors del Real Club Recreativo de Huelva.
El 2014 és cedit al Vila-real CF 'B', equip en el qual ha jugat un total de 26 partits aconseguint marcar 4 gols.
Club Gimnàstic de Tarragona
El 2015, el jove davanter arriba a Tarragona per les tres próximes temporades, després de la finalització del seu contracte amb el Real Club Recreativo de Huelva. L'andalusí ocupa la posició de segon punta i també pot jugar com extrem esquerre.
La temporada 2015/2016, va acabar-la amb 16 dianes, convertint-se així en el màxim golejador del Nàstic a Segona divisió de tota la història.
Real Club Celta de Vigo
La següent temporada, el Celta va fitxar a Naranjo per 1 milió d'euros més 1/2 d'opcional depenent del rendiment.